# Lamentacja (forma muzyczna)
Lamentacja – rodzaj pieśni lub kompozycji liturgicznych; termin ten występuje w dwóch znaczeniach:
1. W kulturach ludowych
Śpiewy żałobne lub pożegnalne, występujące w różnych kulturach, jest składnikiem ceremonii pogrzebowej. Cechą charakterystyczną ich melodyki jest naśladowanie łkania, zawodzenia, swobodny tok rytmiczny i wolne tempo.
2. W liturgii chrześcijańskiej i muzyce
Śpiewy liturgiczne, których teksty stanowią fragmenty lamentacji proroka Jeremiasza, wykonywane w ramach jutrzni w okresie Triduum Paschalnego. Od XV wieku stawały się podstawą kompozycji polifonicznych (w okresie renesansu) oraz solowych kameralnych z towarzyszeniem zespołów instrumentalnych (w okresie baroku). Tworzyli je wybitni kompozytorzy, jak np.:
- Renesans: Johannes Tinctoris (1435-1511), Heinrich Isaac (ok. 1450-1517), Pierre de la Rue (znany też jako Piersson, ok. 1452-1518), Antoine Brumel (ok. 1460-1512 lub 1513), Marbrianus de Orto (ok. 1460–1529), Bartolomeo Tromboncino (ok. 1470–ok. 1535), Carpentras (znany też jako Elzéar Genet, Eliziari Geneti, ok. 1470-1548, utwór z 1539), Costanzo Festa (ok. 1485–1490; utwór z 1545), Claudin de Sermisy (ok. 1490-1562), Franciscus de Rivulo (? - zm. 1564; responsorium O vos omnes), Cristóbal de Morales (ok. 1500–1553, utwór z 1564), Jacques (Jacob) Arcadelt (ok. 1507-1568), Thomas Tallis (ok. 1505–1585), Robert White (ok. 1538–1574), Alfonso Ferrabosco (starszy) (ok. 1543-1588), Giovanni Pierluigi da Palestrina (ok. 1525-1594), William Byrd (ok. 1540-1623), Giovanni Maria Nanino lub Nanini; (1543 lub 1544-1607), Tomás Luis de Victoria (1548–1611), Carlo Gesualdo da Venosa (1566-1613), Emilio de’ Cavalieri (ok. 1550–1602), Orlando di Lasso (ok. 1532-1594; utwór z 1584 - ostatnie opracowanie polifoniczne);

- Barok: Lodovico Grossi da Viadana (ok. 1560-1627), Gregorio Allegri (1582-1652), Johann Rosenmüller (1619-1684), Alessandro Scarlatti (1660–1725), Joseph-Hector Fiocco (1703-1741), Jan Dismas Zelenka (1679-1745), Francesco Durante (1684–1755), Niccolò Jommelli (1714-1774), Georg Philipp Telemann (1681-1767), 
  - Leçons de ténèbres – francuskie kameralne kompozycje solowe: Guillaume Bouzignac (ok. 1587-ok. 1643), Michel Lambert (1610-1696, kompozycje z 1662/1663 i 1689), Marc-Antoine Charpentier (1643-1704), Jean Gilles (1668-1705), Michel Richard Delalande (1657-1726; wyd. 1730); Nicolas Bernier (1664-1734), François Couperin (1668-1733; utwór z 1714 - tylko pierwsze oficjum);

- Nowsze: Niccolò Antonio Zingarelli (1752–1837), Edward Bairstow (1874-1946), Igor Strawinski (1882-1971; Threni 1958), Alberto Ginastera (1916-1983), Ernst Křenek (1900-1991), Peter-Anthony Togni (ur. 1959).

## Nagrania
- Lamentacje Jeremiasza gregoriańskie, fragment - nagranie na YouTube
- Lamentacje Jeremiasza koptyjskie, fragment - nagranie na YouTube
- Thomas Tallis (ok. 1505–1585): The lamentations of Jeremiah, The Sixteen Choir, dyr. Harry Christophers - nagranie na YouTube
- Robert White (ok. 1538-1574): Lamentations of Jeremiah for five voices, lectio prima. Performed by Huelgas Ensemble - nagranie na YouTube
- Orlando di Lasso (1532-1594), Triaca Musicale & Lucilla Giagnoni - nagranie na YouTube
- Jan Dismas Zelenka (1679-1745): Lamentacje Jeremiasza 1 (na Wielki Czwartek) - nagranie na YouTube
- François Couperina, Leçons de Ténèbres (fragment) Emmy Kirkby sopr., Christopher Hogwood org.

## Źródła/Bibliografia
- Mała encyklopedia muzyki, Stefan Śledziński (red. naczelny), PWN, Warszawa 1981, ISBN 83-01-00958-6